# José Manuel Rodríguez Méndez
José Manuel Rodríguez Méndez (A Caridá, Astúries, 1945) és un mestre català d'origen asturià. És diplomat en Magisteri i llicenciat en Pedagogia per la Universitat de Barcelona.
Fou mestre i funcionari del Ministeri de Justícia d'Espanya al llarg dels anys 1968, 1969 i 1970. Posteriorment va exercir com a professor en diverses escoles públiques de l'àrea metropolitana —Graduada San Pedro, de Monistrol de Montserrat, i Jacinto Verdaguer, de Cornellà de Llobregat— i de la ciutat de Barcelona —Príncep de Viana I i Antoni Brusi. El mes de setembre de 1979 es va incorporar com a professor i membre de l'equip directiu del CEIP Catalònia, que es va inaugurar aquell mateix any. Ha estat director del CEIP Catalònia, per reeleccions consecutives, des del curs escolar 1979-1980 fins al curs 2004-2005.
Durant tots aquests anys ha destacat pel seu esforç i dedicació en favor de la integració de l'alumnat estranger i d'ètnies minoritàries mitjançant un programa pilot,
aplicat en col·laboració amb els Serveis Socials del districte de Sant Andreu, d'utilització dels recursos de l'escola en l'atenció preferent a les necessitats primàries de les famílies d'aquests alumnes. També ha destacat com a actiu defensor dels hàbits i les actituds cíviques i ha col·laborat en la cohesió social del barri, generant una cultura de participació de la comunitat educativa i del veïnat en tota mena de celebracions, esdeveniments i actes promoguts pel centre. El 2004 va rebre la Medalla d'Honor de Barcelona.